# Ochna insculpta
Ochna insculpta är en tvåhjärtbladig växtart som beskrevs av Herman Otto Sleumer. Ochna insculpta ingår i släktet Ochna och familjen Ochnaceae. Inga underarter finns listade i Catalogue of Life.